# Acrocercops chalcea
Acrocercops chalcea är en fjärilsart som beskrevs av Turner 1926. Acrocercops chalcea ingår i släktet Acrocercops och familjen styltmalar. Inga underarter finns listade i Catalogue of Life.